# Ngonis
Els ngonis són un grup ètnic que viu a Moçambic, Tanzània i Zàmbia, al centre-sud-est d'Àfrica. Els ngoni remunten els seus orígens als habitants ngunis i zulus de KwaZulu-Natal a Sud-àfrica. El desplaçament dels ngonis en la gran dispersió després de les guerres zulus va repercutir en la reorganització social tan al nord com a Malawi i Zàmbia.

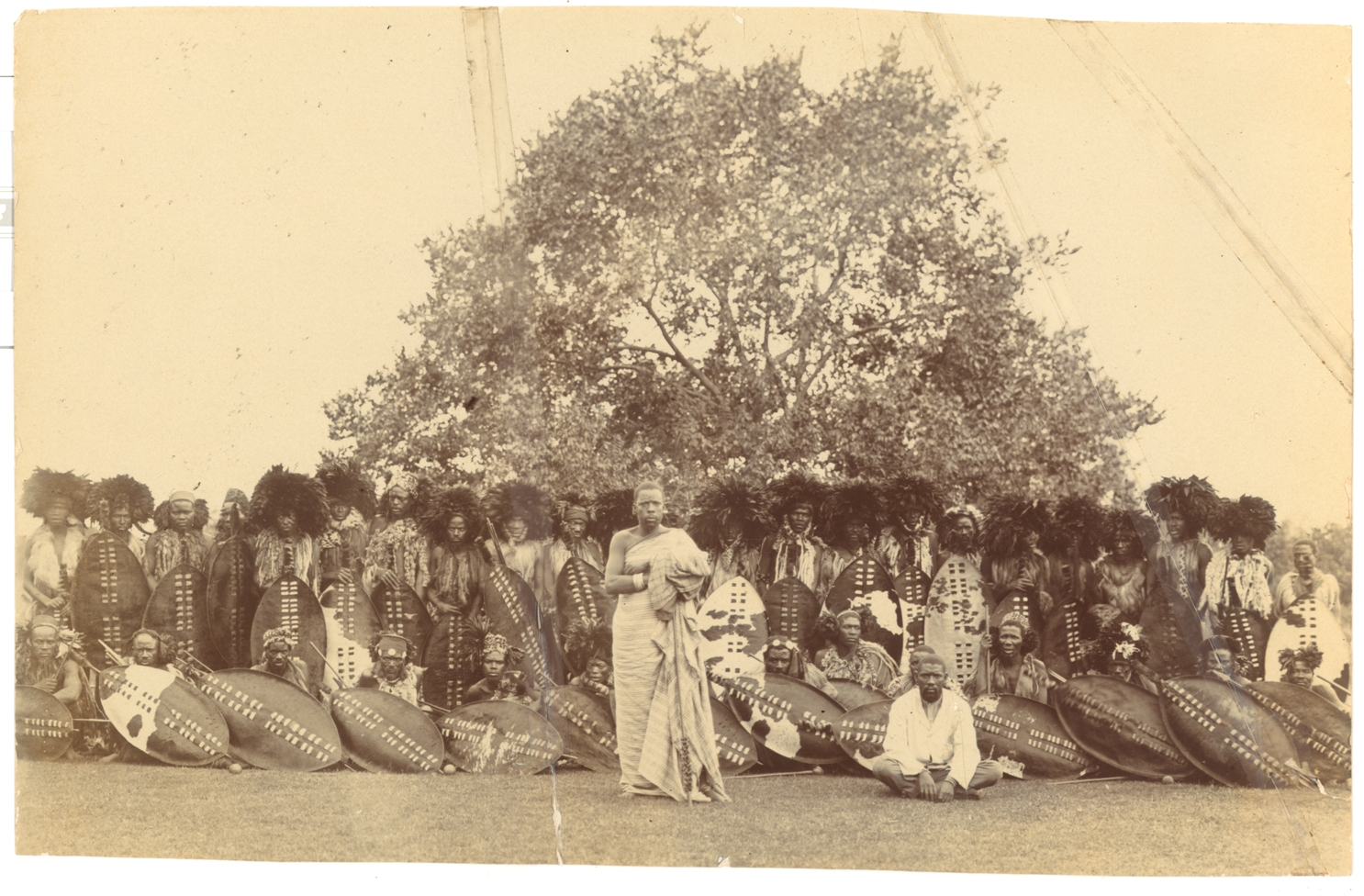
Grup de dansaires angoni en les festes per la coronació de Jordi V a Zomba, 1911

## Història

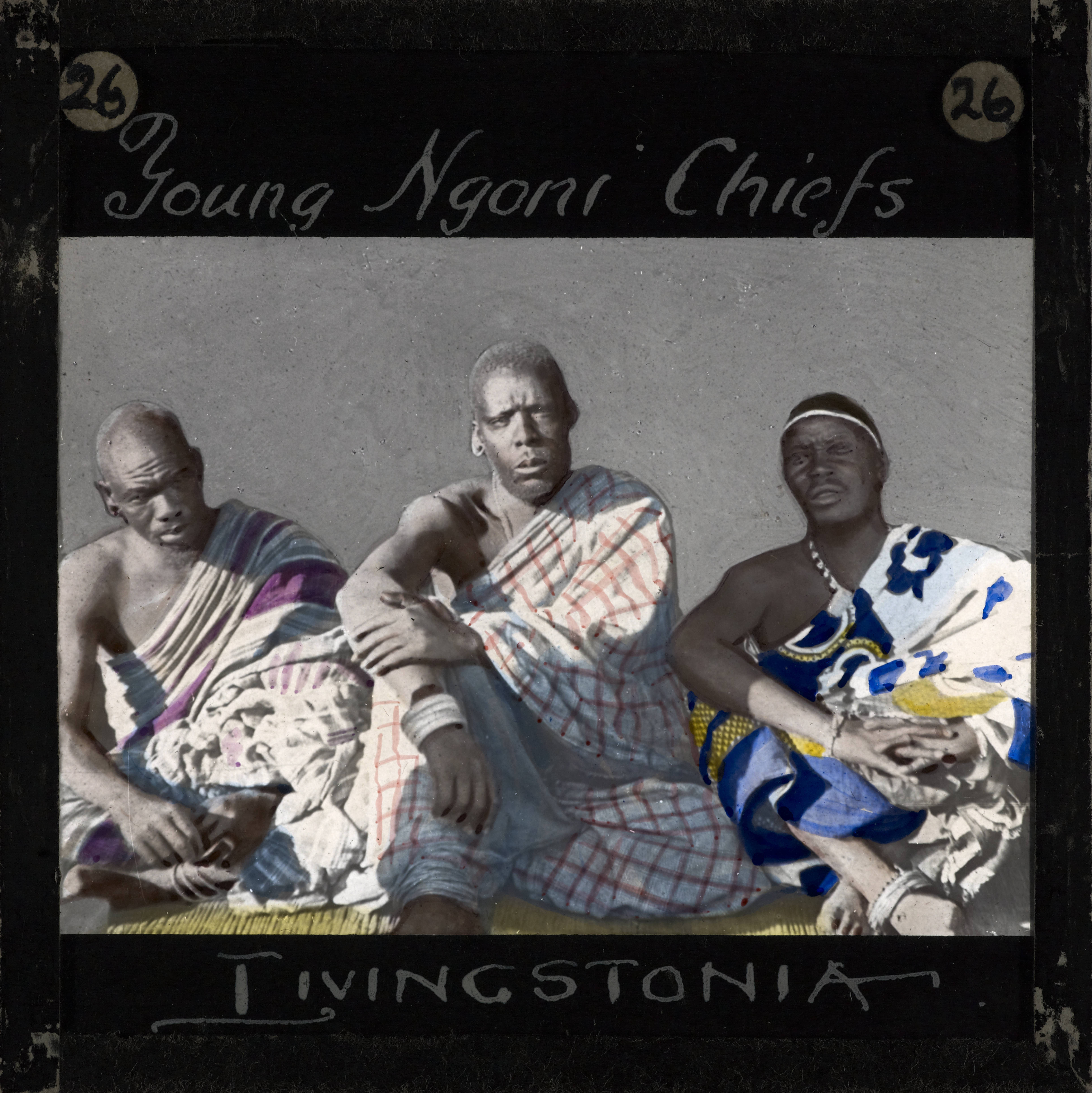
Tres joves caps ngonis, Malawi

El creixement de la nació zulu en el domini al sud d'Àfrica a principis del segle xix (~1815 - ~1840) va interrompre moltes aliances tradicionals. Al voltant de 1817, l'aliança Mthethwa, que inclou els clans zulus, va entrar en conflicte amb l'aliança Ndwandwe, que incloïa els ngunis de KwaZulu-Natal. Un dels comandants militars de l'exèrcit Ndwandwe, Zwangendaba Gumbi (c1780 - 1848), era el cap del clan Jele o Gumbi, que al seu torn formaven part de l'aliança més gran emaNcwangeni en el que avui és el nord-est de KwaZulu-Natal. En 1819, l'exèrcit zulu sota Shaka va derrotar a l'aliança Ndwandwe en una batalla al riu Umhlatuze, prop de Nkandla. La batalla va donar lloc a la diàspora de molts grups indígenes al sud d'Àfrica.

### La gran migració al nord
En les següents dècades, Zwangendaba va conduir un petit grup dels seus seguidors al nord a través de Moçambic i Zimbàbue per la regió al voltant de l'altiplà Viphya. En aquesta regió, avui dia Zàmbia (districte de Chipata), Malawi (districtes Mzimba, Ntcheu i Karonga) i Tanzània (districte Matema), van establir un estat, usant les tècniques de guerra dels zulus per conquerir i integrar les poblacions locals.
La data en què el partit de Zwengandaba va creuar el riu Zambezi, de vegades apareix en els primers escrits com a 1825, s'ha argumentat que va ser el 20 de novembre de 1835.
Després de la mort de Zwangendaba en 1848 les disputes per la successió van dividir al poble ngoni. Els seguidors de Zwangendaba i Maseko Ngoni finalment van crear set regnes substancials Ngoni a Tanzània, Zàmbia i Malawi.
Mentre que els ngoni eren principalment agricultors, el bestiar era el seu principal objectiu per a assaltar les expedicions i les migracions cap al nord. La seva reputació com a refugiats escapant de Shaka és fàcilment exagerada; es creu que més de 1.000 ngonis van creuar el riu Zambezi en la dècada de 1830. Van assaltar el nord, casant-se amb les dones i reclutant els homes als seus regiments de combat. El seu prestigi es va fer tan gran que pel 1921, només a Nyasalàndia, 245,833 persones van afirmar pertànyer als ngoni encara que pocs parlaven el dialecte zulu anomenat ngoni. Els ngoni integraven els subjectes conquistats en la seva lluita i organització, esdevenint més una classe dirigent que un grup ètnic, i pel 1906 pocs individus eren d'ascendència ngoni pura. Va ser només després que l'estatus nguni va començar a declinar que la consciència tribal dels grups components va començar a pujar juntament amb els seus números. A principis de 1930, els Ngonde, Nyasa, Tonga i altres grups van reclamar un cop més el seu estatus original de tribus.

### Present

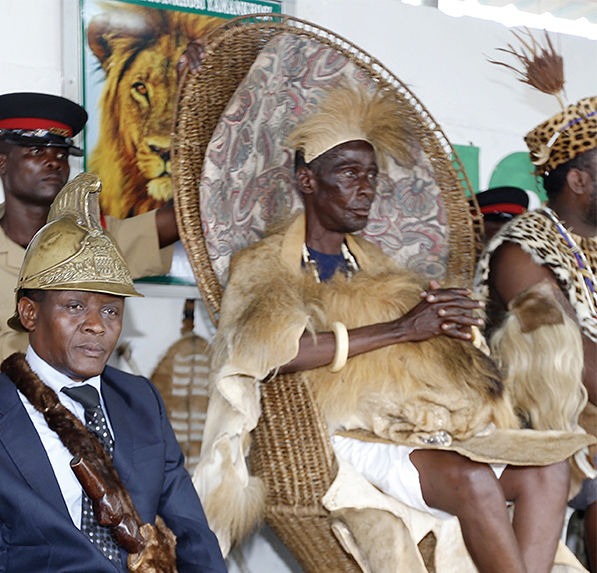
El rei Mpezeni Ngoni

Mentre que els ngoni en general han mantingut una identitat diferenciada als estats post-colonials en què viuen, la integració i aculturació ha portat a l'adopció dels idiomes locals; actualment el zulu s'utilitza només en uns pocs poemes de lloança rituals.

## El poble ngoni de Zàmbia
Mpezeni (també escrit Mpeseni) va ser el rei guerrer d'un dels grups ngoni més grans, amb base en l'actual districte de Chipata de Zàmbia, i va ser festejat pels portuguesos i britànics. La Companyia Britànica de l'Àfrica del Sud de Cecil Rhodes va enviar als agents Alfred Sharpe en 1889 i Joseph Moloney en 1895 per obtenir un tractat, però no van tenir èxit.
En 1897, amb més de 4.000 guerrers, Mpezeni es va aixecar contra els britànics, que estaven prenent el control de Nyasalàndia i Rhodèsia del Nord-est, i va ser derrotat. Mpezeni va signar un tractat que li va permetre governar com a Cap Suprem dels Ngoni a la província de l'Est de Zàmbia i al districte de Mchinji de Malawi. Els seus successors com a cap van prendre el títol de Cap Suprem Mpezeni fins avui.
La crueltat i la brutalitat de les incursions de Mpezeni es poden entendre des d'aquesta narració d'un caçador britànic que es va trobar amb un poble chewa unes poques hores després d'una incursió en 1897:
| « | A la meva arribada em vaig trobar amb la població masculina en armes, i les dones plorant. Una partida de guerra del poble de Mpezeni els havia atacat de sobte al matí. Deu dones van ser assassinades als jardins i vint-i-dues van ser portades com a presoneres. Un ancià i un dels fills del cap havien estat greument ferits. Les seves entranyes penjaven de les ferides terriblement punyents, infligides molt probablement per llances de pues. Eta un espectacle lamentable: els gemecs dels ferits, les dones que ploren els seus morts, els cossos ser portats dels jardins, els homes de peu impotents i deprimits. A mesura que la partida de guerra no podien estar gaire lluny, vaig proposar als homes seguir-los i tractar d'alliberar els presoners, però estaven descoratjats per la desgràcia que tan aviat els havia superat. | » |